# Arnold Geiser
Arnold Geiser (* 27. Februar 1844 in Biel; † 24. Dezember 1909 in Zürich; heimatberechtigt in Langenthal und Zürich) war ein Schweizer Architekt und Städtebaumeister.

## Leben und Werk
Arnold Geiser besuchte in Langenthal die Sekundarschule und die Mittelschule in Morges. 1860 trat er in den Vorkurs des Eidgenössischen Polytechnikums in Zürich ein, er schloss das Studium bei Gottfried Semper 1864 als diplomierter Architekt ab. Anschliessend war Geiser als Bauführer im Hochbauamt der Stadt Zürich tätig. Als der damalige Stadtbaumeister 1869 und ein Jahr später der Baupolizeiverordnete zurücktraten, wurde Geiser 1870 als neuer Baupolizeiverordneter und später auch noch vom Stadtrat als neuer Stadtbaumeister gewählt. Als solcher war Geiser 32 Jahre für die Stadt Zürich tätig.

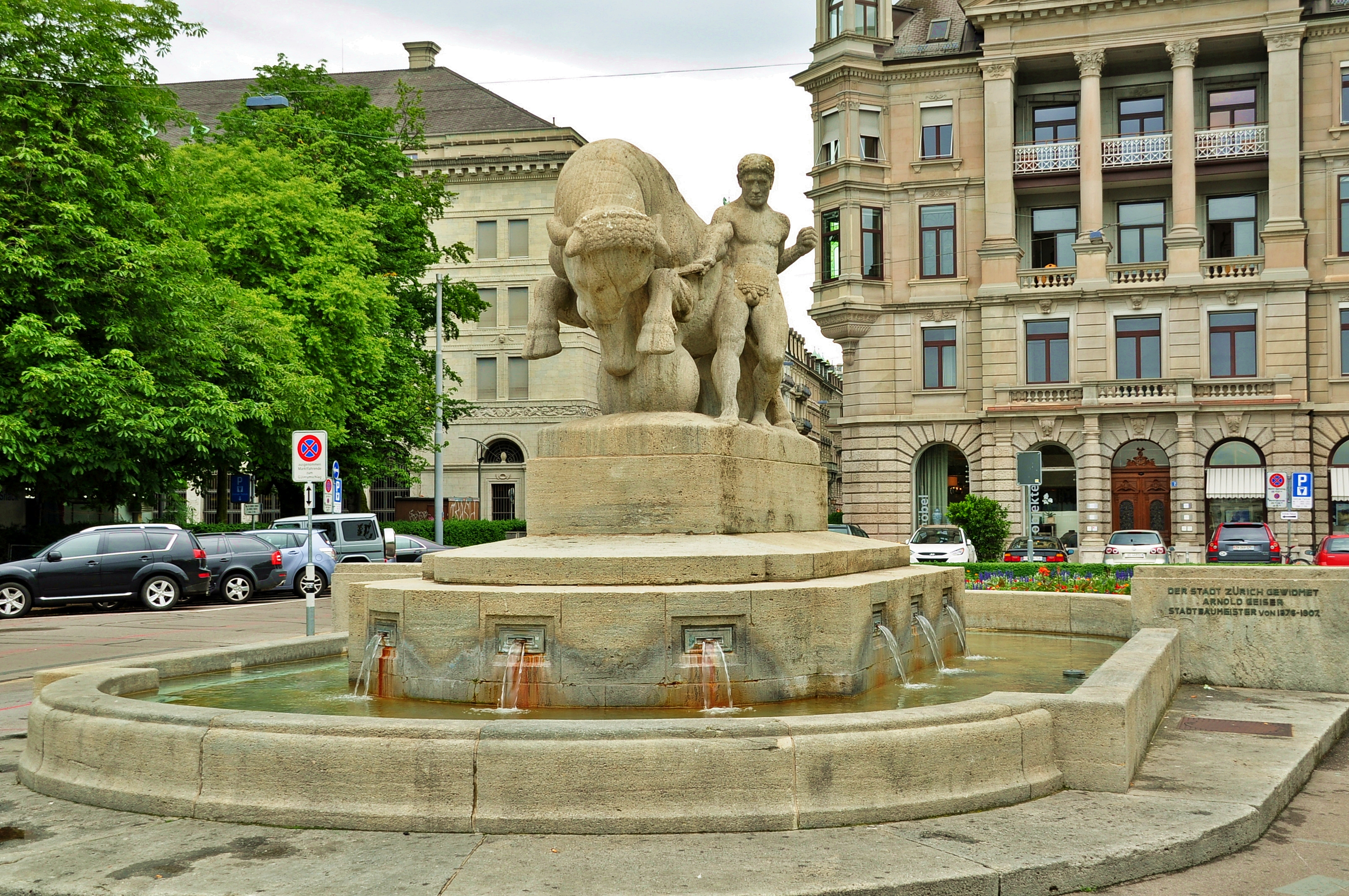
Der «Geiserbrunnen» am Bürkliplatz, Zürich

Nebst der üblichen Planung der Instandhaltungsarbeiten und den kleineren Umbauten an städtischen Bauten entstanden in dieser Zeit sehr viele Neubauten. Als Vertreter des Historismus war Geiser für zahlreiche dieser Projekte verantwortlich, darunter die Friedhofsanlagen Enzenbühl und Nordheim sowie den Friedhof Sihlfeld mit seinem Krematorium und das Gaswerk der Stadt Zürich in Schlieren.

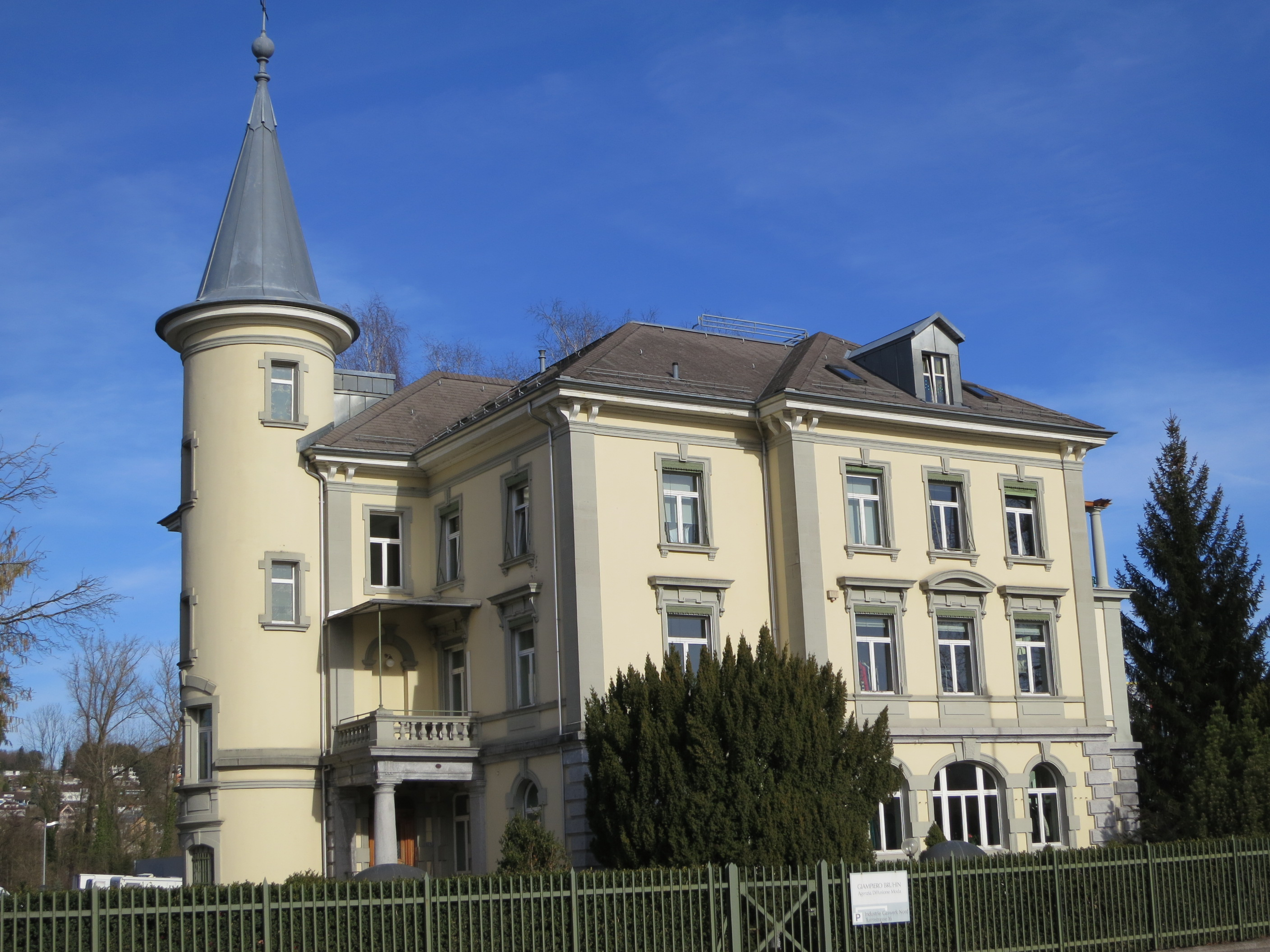
Wohn- und Verwaltungsgebäude des Gaswerks Schlieren, sogenannte Direktorenvilla

Darüber hinaus arbeitete Geiser an den Vorstudien zu den Quaibauten und zur Neugestaltung des Kratzquartiers. Er war auch massgeblich an der Neugestaltung des Opernhauses, des Kunsthauses und der Tonhalle in Zürich beteiligt.
Von 1876 bis 1882 war Geiser als Assistent bei Ernst Georg Gladbach tätig. Er war von 1876 bis 1901 Präsident des Schweizerischen Ingenieur- und Architekten-Vereins in Zürich. Später wurde er dessen Ehrenpräsident. Zudem war er Mitglied und Präsident des Zürcher Männerchors «Harmonie».
Arnold Geiser wurde neben dem aus Oberösterreich stammenden Freund und Bildhauer Joseph Regl (1846–1911) in einem Ehrengrab (FG 81135) der Stadt Zürich auf dem Friedhof Sihlfeld bestattet. Der von Jakob Brüllmann geschaffene und von Geiser gestiftete «Geiserbrunnen» am Bürkliplatz trägt ihm zu Ehren seinen Namen.
Arnold Geiser setzte in seinem Testament die Einwohnergemeinde Langenthal als Haupterbin ein und vermachte ihr annähernd 100'000 Franken mit der Bestimmung, dass das Vermögen für den Bau eines Konzert- und Theatersaals verwendet werde. Daraus entstand später das Stadttheater Langenthal.